# Krzysztof Śmiszek
Krzysztof Jan Śmiszek (sinh ngày 25 tháng 8 năm 1979) là một luật sư, chính khách, nhà hoạt động nhân quyền và giảng viên đại học người Ba Lan. Ông là nghị sĩ Sejm (nhiệm kỳ thứ 9) kể từ năm 2019.

## Tiểu sử

### Giáo dục
Năm 2003, ông tốt nghiệp Khoa Luật và Quản trị tại Đại học Warsaw. Năm 2006, ông tốt nghiệp ngành Nghiên cứu sau đại học về Luật Châu Âu tại Đại học Warsaw. Năm 2016, ông đã đạt được tại Khoa Luật và Quản trị của Đại học Warsaw dựa trên luận án mang tên Tiêu chuẩn bình đẳng châu Âu và luật pháp Ba Lan. Khía cạnh vật chất và thể chế của trình độ tiến sĩ khoa học pháp lý trong ngành luật, được viết dưới sự chỉ đạo của Mirosław Wyrzykowski, chuyên về luật châu Âu.

### Hoạt động chuyên nghiệp
Trong những năm 2003–2005, ông làm luật sư tại Văn phòng toàn quyền của Chính phủ về tình trạng bình đẳng của phụ nữ và nam giới Izabela Jaruga-Nowacka và Magdalena Środa, nơi ông tham gia phân tích và áp dụng thực tế luật chống phân biệt đối xử. Trong nhiều năm, ông là người đứng đầu Nhóm pháp lý của Hiệp hội Chiến dịch chống lại chứng sợ đồng tính. Trong những năm 2008–2010, ông làm việc tại Brussels với tư cách là luật sư và điều phối viên chương trình tại Equinet - Mạng lưới các cơ quan bình đẳng châu Âu. Trong những năm 2011, 2016, ông là nhà nghiên cứu tại Phòng Nhân quyền của Khoa Luật và Quản trị tại Đại học Warsaw.
Từ năm 2017, ông là giảng viên tại Khoa Luật, Hành chính và Quan hệ Quốc tế tại Học viện Krakow Andrzej Frycz Modrzewski. Năm 2018, ông là người giữ học bổng của Đại học Michigan, Trung tâm Weiser ở châu Âu và Âu-Á. Ông đã thuyết trình cho khách, bao gồm tại Đại học Toronto và Đại học Texas ở Austin.

### Hoạt động chính trị

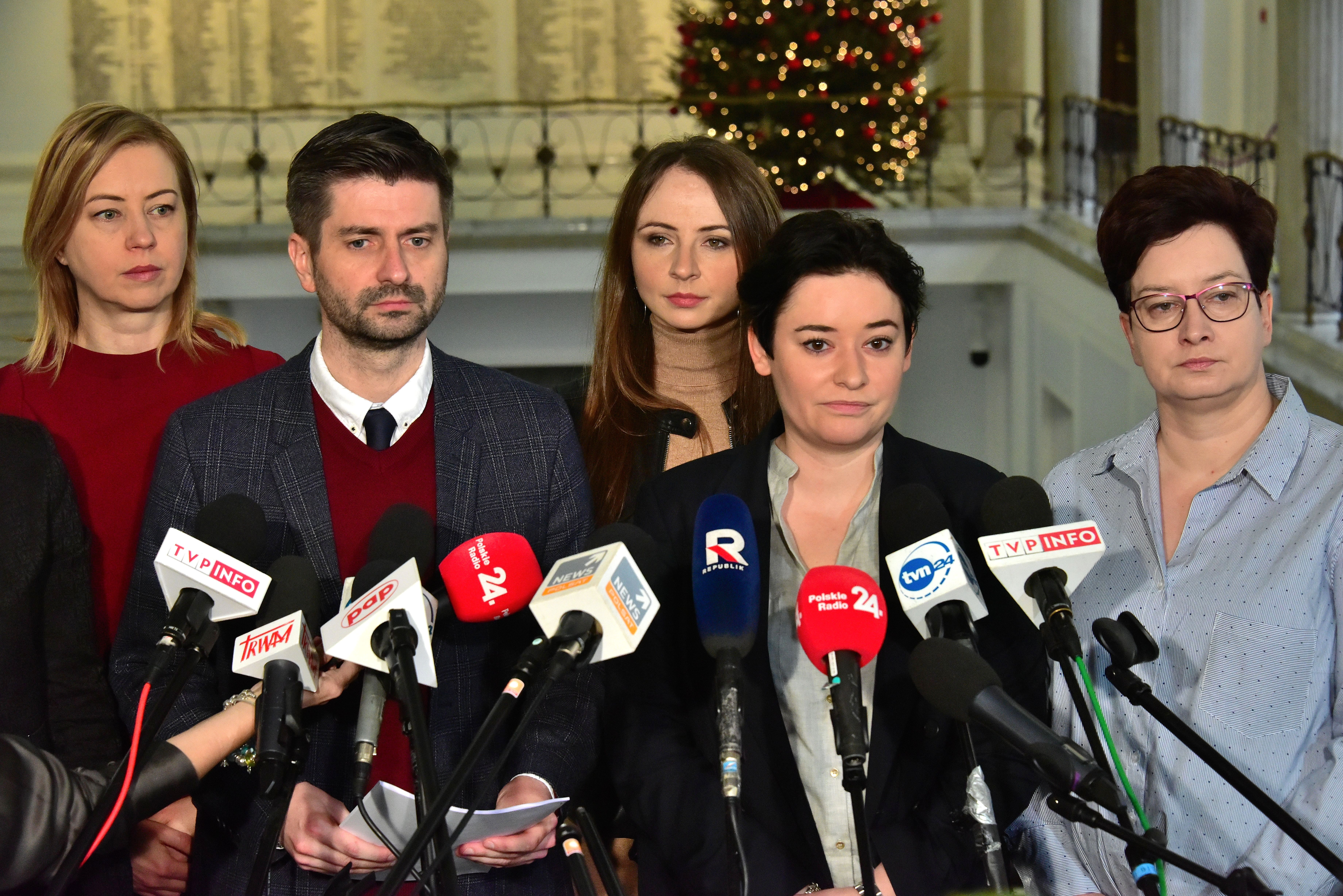
Śmiszek với các đại biểu của phe cánh tả trong cuộc họp báo (ngày 20 tháng 12 năm 2019)

Năm 2019, ông tham gia vào đảng chính trị Mùa xuân. Trong bầu cử Quốc hội Châu Âu 2019, ông đã không thành công xin một ghế trong EP.
Trong bầu cử quốc hội năm 2019, ông được bầu làm đại biểu tại Sejm của Cộng hòa Ba Lan nhiệm kỳ 9, giành được 43.447 phiếu bầu. Ông được bầu làm một trong bảy phó chủ tịch câu lạc bộ nghị viện cánh tả. Vào tháng 11 năm 2019, ông được bầu làm chủ tịch Nhóm Nghị viện LGBT+ mới thành lập về Cơ hội bình đẳng, ngoài ra còn là thành viên của Ủy ban Tư pháp và Nhân quyền và Ủy ban Liên minh Châu Âu. Ông cũng là thành viên của phái đoàn Ba Lan tại Hội đồng Nghị viện của Hội đồng Châu Âu.

## Đời tư
Từ năm 2002, ông đã có mối quan hệ với chính khách, nhà khoa học chính trị và lãnh đạo đảng chính trị Mùa xuân Robert Biedroń.